# 버닝썬 게이트

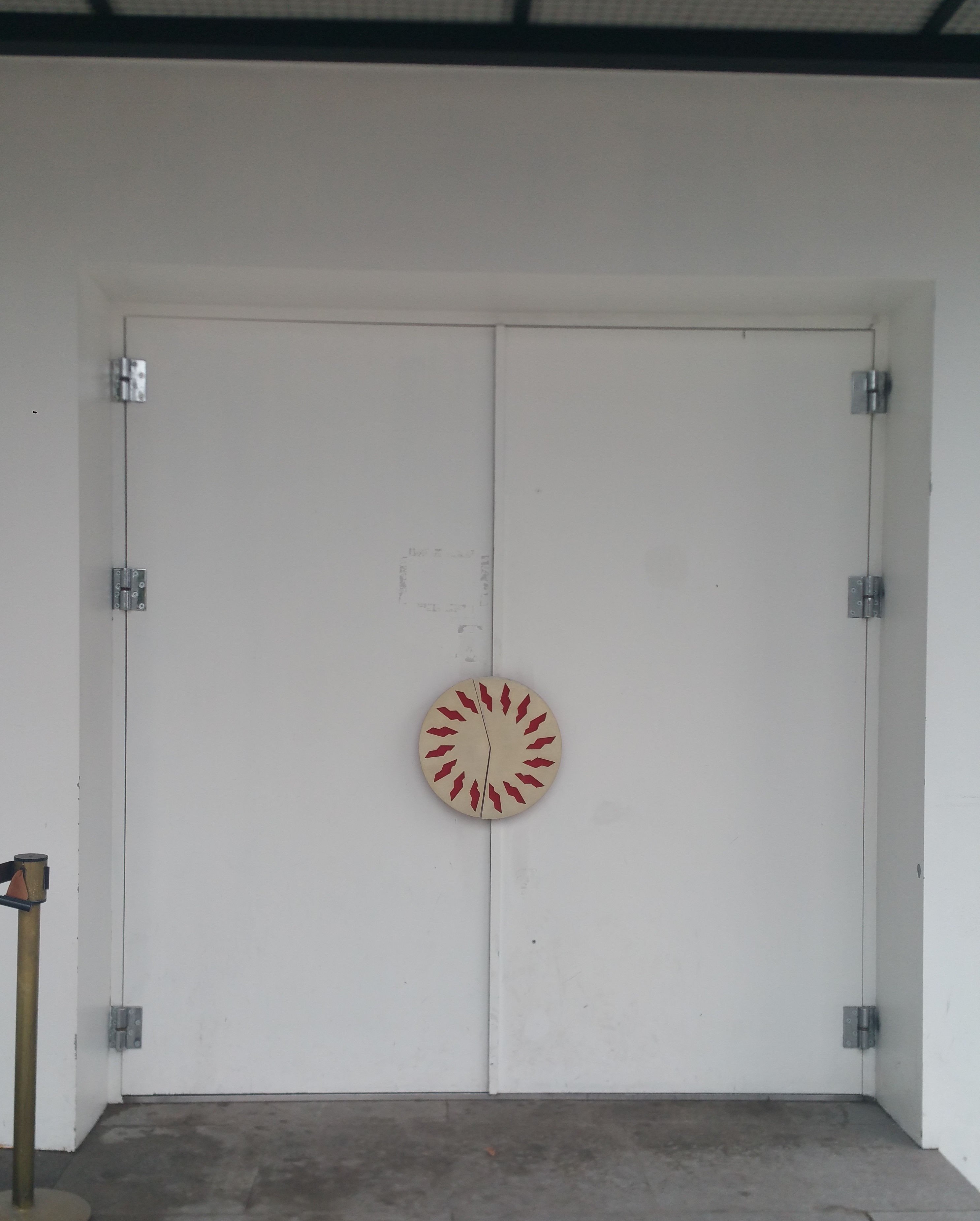
사건의 여파로 영업을 정지해 닫혀있는 클럽 버닝썬 입구

버닝썬 게이트는 대한민국 서울특별시 강남구 봉은사로 120에 위치해 있었던 르메르디앙 서울 호텔의 나이트클럽 "버닝썬"에서 벌어진 폭행 및 경찰 유착 · 마약 · 성범죄 · 조세 회피 · 불법 촬영물 공유 혐의 등을 아우르는 대형 범죄 사건이다.
르메르디앙 서울에 입주해 있던 클럽 "버닝썬"에서 김상교가 폭행을 당했지만 경찰은 오히려 김상교를 가해자로 체포하고 폭행까지 하였다. 김상교는 경찰이 클럽 측을 옹호하였다고 폭로하고, 이를 계기로 클럽 버닝썬과 관련된 여러 의혹에 대해 언론 등에 제보가 이뤄지면서 드러나게 되었다. 버닝썬의 지분 42%는 르메르디앙 서울을 소유한 전원산업의 대표 최 모가 가지고 있으며 그는 서울강남경찰서 경찰발전위원으로 활동해 왔다.

## 전개

### 폭행 사건
버닝썬에서 김상교가 버닝썬 직원에게 폭행을 당했지만 경찰은 오히려 김상교를 가해자로 체포하고 폭행까지 하면서 인권 및 건강권을 유린하였다. 김상교는 경찰이 클럽 측을 옹호하였다고 폭로하고, 이를 계기로 클럽 버닝썬과 관련된 여러 의혹에 대해 언론 등에 제보가 이뤄지면서 드러나게 되었다.
김상교를 폭행한 최초 폭행자는 정확히 누군지 밝혀지지 않았었다. 그런데 오영훈 의원은 버닝썬 게이트, YG 엔터테인먼트, 그리고 박근혜정부가 연결되어 있다고 대정부질문에서 관계도를 제시했고, 최초 폭행자는 최순실의 조카 서현덕이라고 주장했다.
그러나 실제로는 클럽VIP 나사팸의 최모씨와 시비가 있었고 클럽종업원 장모씨가 최초폭행자로 밝혀졌다. 이 사건은 경찰유착, 청와대 비호, 성접대, 몰카공유, 사모펀드 등 복잡하게 얽히며 세간의 주목을 받았다.
클럽내에 마약판매책이 활동하는 등 밝혀야할 사안들이 많았음에도 석연치않게 종결되었다. 마약이 활개치기 시작하는 시점에 검찰의 마약수사가 위축되는 과정은 조직축소와 권한축소로 나뉜다. 박상기 법무부 장관 시절인 2018년 7월 대검 강력부는 대검 반부패부와 합쳐졌다. 추미애 장관 시절인 2020년 9월 대검 마약과가 대검 조직범죄과와 통합됐다. 박범계 장관 시절인 2021년 7월 전국 8개 지방검찰청 중 대구·인천을 제외한 6곳에서 강력부가 반부패부 등에 통폐합됐다.
 서현덕은 김무성 의원의 사위 이상균과 노성일 미즈메디 이사장의 아들 노영호와 SNS 친교를 맺고 있으며, 평소에도 호화로운 삶을 즐기는 인물로 알려져 있다. 그러나 경찰은 버닝썬의 손님 최 모를 최초 폭행자로 추정하고 조사 중이다.

### 경찰 유착
강남의 클럽 버닝썬과 경찰 간 유착 의혹을 수사 중인 경찰이 이 클럽에 들락거린 강남경찰서 소속 한 현직 경찰관 김모를 내사 중인 것으로 확인되었다. ‘유착 고리’로 지목된 전직 경찰관에 대해서는 구속영장이 청구되었다.
혐의를 부인해 왔던 버닝썬 공동대표가 지난해 미성년자 출입 사건을 무마하기 위해 전직 경찰관에게 2천만 원을 건넸다고 인정하였다.
서울지방경찰청 광역수사대는 전직 경찰관 강 모에 대한 구속 전 피의자 심문(영장실질심사)이 3월 15일 오전 10시30분 서울중앙지법에서 열릴 예정이다.
정준영의 단체카톡방에서 경찰과 유착이 의심되는 대화 내용이 공개되었다.
2019년 10월 7일 검찰은 윤 총경에 대해 알선 수재와 자본시장법 위반 등의 혐의로 구속영장을 청구했다
사건 피의자 가수 승리의 단체카톡방에서 윤규근 총경이 '경찰총장'으로 언급되면서 청와대와의 관련성이 주목을 받던 중에 경찰이 특별수사팀을 구성하고 윤규근과 관련된 부분을 수사하면서 김영란법 위반으로 축소 수사하자 2019년 9월 검찰은 재차 윤규근을 수사하여 조국 전 법무장관이 관계된 사모펀드와 관계된 회사의 미공개 정보를 이용해 주식 투자한 혐의로 윤규근을 구속하였다.
2020년 4월 8일 김상교는 여권 실세를 자처한 박모 신부가 처음에 김상교에게 접근하여 사건 해결을 도와주겠다고 하다가 청와대 민정수석실이 관여 되어 있다는 사실을 알고 "3천 만원이면 조선족을 시켜서 너를 죽여버릴 수 있다"며 김상교를 협박한 사실을 폭로했다. 또 김상교는 정의당에도 도움을 요청했으나 그들마저도 이 사건을 외면했다고 폭로했다.

### 마약
2019년 3월 12일 버닝썬 클럽 직원으로 일하면서 마약에 손을 댄 혐의를 받는 조 모(28)가 마약류관리법상 마약·향정·대마, 화학물질관리법상 환각물질흡입 혐의로 구속 상태로 재판에 넘겨졌다.

### 성범죄
승리를 비롯한 버닝썬 대표들과 그 직원 및 MD는 성범죄 알선에 대거 연루되어 있었다. 그 내용은 크게 성매매 알선 및 성접대, 물뽕을 통한 강간 알선 두 가지로 나뉠 수 있다.

#### 약물 성폭행 알선
버닝썬에서 이른바 "물뽕"이라 불리는 감마 하이드록시뷰티르산(GHB)을 사용한 성폭행이 이루어졌다고 보도되었다. 하지만 정확한 성폭행 피해자 수가 나타난 것은 없으며 실제 GHB에 의해 성폭행으로 신고된 건 수는 태국 남성이 해외에서 반입한 GHB에 의한 성폭행 1건이다. VIP 룸에서는 성매매 여성들을 소수 GBH를 이용하거나 물뽕에 취한 것처럼 연기를 시켜 성매매를 알선한 것이 적발되었다. 버닝썬 직원에게 폭행당한 김씨가 인스타와 SNS 등을 통해 버닝썬의 GHB 피해자들의 제보를 받았고 카톡 등이 여러 뉴스에도 공개되었지만 익명이기 때문에 실제 피해자들인지는 불확실하다.

#### 불법 촬영물 공유
버닝썬 조사 도중 한 제보자의 카카오톡 제보로 연예인 다수가 카카오톡을 통해 음란물, 강간 및 부적절한 내용을 주고받고 불법 촬영했으며 유포한 정황이 드러났다. 이로 인해 정준영을 시작으로 용준형을 비롯해 연예계 다수가 이 사건에 연루되며 큰 파장을 일으켰다.
가수 정준영은 불법촬영물을 다수 유포했다. 가수 승리는 앞서 언론 인터뷰에서 정준영이 불법촬영물을 유포하는 행위를 보고 오프라인에서 적극 말려왔다고 발언했으나, 본인 또한 불법촬영물을 유포했다는 것이 밝혀졌다.

#### 성매매 알선

##### 한국,일본 및 해외 투자자 성매매 알선
2015년 12월 6일 밤 승리가 버닝썬 직원 김 모에게 대만에서 온 외국인 투자자 일행을 성접대하라고 지시한 사실이 2월 26일 보도를 통해 밝혀졌다. 유 모 유리홀딩스 대표, 버닝썬 직원 김 모 등이 나눈 카카오톡 대화 내역을 2019년 2월 26일, SBS funE가 입수해 보도했다. 승리는 "응 여자는? 잘 주는 애들로"라고 물었고 김 모는 "부르고 있는데 주겠나 싶다. 니들이 아닌데 주겠냐. 일단 싼마이 부르는 중. 여자 해줄 사이즈가 나보다 돼지 3명ㅋ 대만 깡패라고 한다"고 답했다.

## 반응

### 연예계
승리는 이 사건으로 빅뱅에서 탈퇴하고 연예계에서 은퇴했으며 현재 이 사건과 관련해 성매매 알선 혐의로 수사를 받고 있다. 이 과정에서 모든 지상파(KBS, EBS, MBC, SBS), 종편 출연 정지 연예인 명단에 올랐다. 정준영은 모든 방송국 출연 정지 연예인 명단에 올랐다.

### 정치권
2019년 3월 13일 바른미래당은 승리-정준영 단톡방 파동과 관련 "마약 투약·유통, 약물을 이용한 성범죄, 경찰, 소방 등 권력과의 유착 의혹에 대해서도 철저한 조사가 이뤄져야 한다"고 재촉하였다.
2020년 2월 10일 김상교는 청와대 특별감찰반 비위 논란을 폭로한 김태우 전 수사관과 함께 미래통합당 합류와 지지 선언을 했다.
버닝썬 주 이용 고객 다수가 경제적 여유를 갖추지 못한 계층으로 대체적으로 민주기반인 걸 감안하면 상당히 이례적인 일이 아닐 수 없다.

## 같이 보기
- 승리
- 최종훈
- 이종현
- YG엔터테인먼트
- 정준영
- 삼합회
- 죽련방
- 야쿠자